# ويكيبيديا الأبخازية
ويكيبيديا الأبخازية، هي إصدار باللغة الأبخازية لموسوعة ويكيبيديا ضمن مشروع ويكيميديا، رمز كودها الويكيبيدي معرَّف ب(ab)
واللغة الأبخازية (Аҧсуа) هي لغة تنتمي لعائلة اللغات القوقازية الشمال غربية، وهي لغة رسمية في أبخازيا، وفي جمهورية أبخازيا ذات الحكم الذاتي في جورجيا. وتنتشر في أساساً في أبخازيا والمنطقة القوقاز.

## أرقام وإحصاءات
في إحصاءات 29 من نوفيمبر 2015، احتوت ويكيبيديا الأبخازية على 826 مقالة، و43,356 تعديل و 9,225 مستخدم مسجل بينهم 25 مستخدما نشيطا في الشهر الأخير من تاريخ الإحصاءات المشار إليها أعلاه، ودون أي إداريين، ورُفعت إليها صورة واحدة.
| عدد المستخدمين المسجلين | عدد المستخدمين النشيطين | عدد المقالات | صفحات المحتوى | عدد التعديلات | عدد الملفات المرفوعة | عدد الإداريين |
| ----------------------- | ----------------------- | ------------ | ------------- | ------------- | -------------------- | ------------- |
| 22٬450                  | 34                      | 6٬431        | 30٬510        | 151٬637       | 9                    | 2             |